# Obročí
Obročí čili beneficium, také prebenda, je výraz církevního práva a znamená příjem, spojený s určitou službou (officium), postavením nebo úřadem, případně i toto postavení samo. Obročí může získat jen ten, kdo pro ně má předpoklady a kdo se o ně uchází; držení více obročí neboli mnohoobročnictví církevní kodex zakazuje.

## Historie
Obročí vznikla v raném středověku, kdy výnos z pozemkového majetku byl jediný způsob, jak trvale zajistit obživu kněze nebo faráře v naturálním hospodářství. Mohl to být podíl z výnosu majetku biskupství, anebo výnos z odkazu (nadace), spojené s určitou církevní službou. Typická nadace pozdního středověku byl oltářník (kněz, který byl povinen pravidelně sloužit mši za duši zemřelého).
O obsazení obročí rozhodoval biskup, případně papež, podobně jako panovník uděloval léna. V pozdním středověku se papeži i biskupovi za udělení obročí často platilo (viz svatokupectví), což bylo předmětem značné kritiky, zejména v reformaci.
S přechodem k peněžnímu hospodářství a po konfiskaci církevního majetku se většinou přešlo na přímé platby, které zajišťoval biskup nebo patron kostela, v Rakousku od josefinských reforem stát, a to z výnosu majetku zrušených klášterů.
Titul prebendář (prebendary) dodnes užívají kněží a kanovníci některých anglických katedrál.

## Přenesený význam
Synonymum prebenda (z lat. praebeo, poskytuji) se někdy užívá pejorativně ve smyslu trvalého příjmu, s nímž nejsou spojeny žádné povinnosti.